# Louverné
Louverné település Franciaországban, Mayenne megyében. Lakosainak száma 4345 fő (2022. január 1.). Louverné Bonchamp-lès-Laval, Changé, La Chapelle-Anthenaise, Sacé és Saint-Jean-sur-Mayenne községekkel határos.

## Népesség
A település népességének változása:
| Lakosok száma | 1215 | 2536 | 2679 | 3538 | 4034 | 4163 | 4302 | 4375 | 4365 | 4345 |
|               | 1968 | 1982 | 1990 | 2006 | 2013 | 2015 | 2017 | 2019 | 2020 | 2022 |